# Pégase (héraldique)
Pour un article plus général, voir Pégase.

Figure du pégase sur un meuble héraldique

Le pégase est, en héraldique, un nom commun qui désigne la figure héraldique imaginaire du cheval ailé, dont la symbolique est conforme à l'image mythologique. Le pégase est assez souvent utilisé.

## Utilisations
En France, Pégase est le symbole du département français de la Mayenne. En Italie, il figure sur le drapeau de la région de Toscane et en Angleterre, sur les armoiries de l'Inner Temple et de Robinson College.

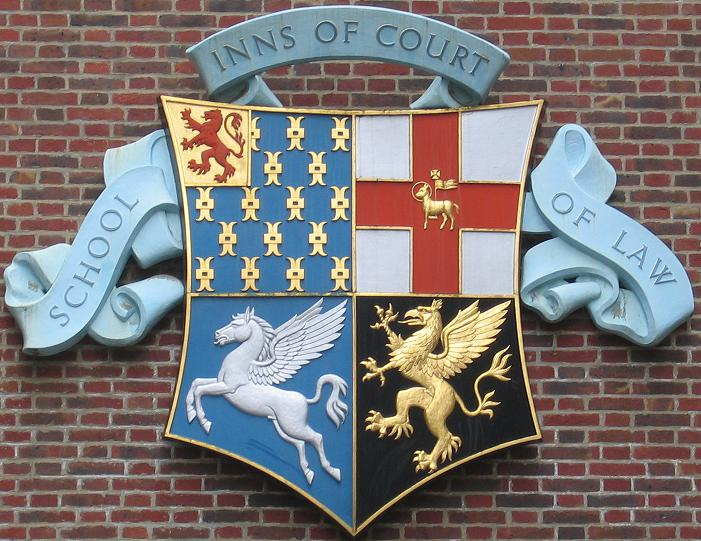
Le blason de l'Inner Temple est en bas à gauche
Blason de Robinson College, d'azur à un pégase d'or
Blason de Toscane.
Blason de la commune de Brienon-sur-Armançon (Yonne) : D'azur au cheval ailé d'or, surmonté d'une molette d'éperon du même, remplie de gueules, au chef aussi d'or chargé d'un chevron aussi de gueules accompagné de deux pommes du même feuillées de sinople.